# Йоган Валем
Йоган Валем (нід. Johan Walem, нар. 1 лютого 1972, Суаньї, Бельгія) — бельгійський футболіст, що грав на позиції півзахисника. Триразовий чемпіон Бельгії, володар Кубка Бельгії, володар Суперкубка Італії з футболу. По завершенні ігрової кар'єри — тренер.
Виступав, зокрема, за клуб «Андерлехт», а також національну збірну Бельгії.

## Клубна кар'єра
Народився 1 лютого 1972 року в місті Суаньї. Вихованець юнацьких команд футбольних клубів «Моленбек» та «Андерлехт».
У дорослому футболі дебютував 1991 року виступами за команду клубу «Андерлехт», в якій провів шість сезонів, взявши участь у 180 матчах чемпіонату. Більшість часу, проведеного у складі «Андерлехта», був основним гравцем команди. За цей час тричі виборював титул чемпіона Бельгії, ставав володарем Кубка Бельгії.
Згодом з 1997 по 2004 рік грав у складі команд клубів «Удінезе», «Парма», «Стандард» (Льєж) та «Торіно». Протягом цих років додав до переліку своїх трофеїв титул володаря Суперкубка Італії з футболу.
Завершив професійну ігрову кар'єру у італійському клубі «Катанія», за команду якого виступав протягом 2004—2005 років.

## Виступи за збірну
1991 року дебютував в офіційних матчах у складі національної збірної Бельгії. Протягом кар'єри у національній команді, яка тривала 12 років, провів у формі головної команди країни 36 матчів, забивши 2 голи.
У складі збірної був учасником чемпіонату Європи 2000 року у Бельгії та Нідерландах та чемпіонату світу 2002 року в Японії і Південній Кореї.

## Кар'єра тренера
Розпочав тренерську кар'єру невдовзі по завершенні кар'єри гравця, 2008 року, очоливши дублерів «Андерлехту».
З 2011 по 2012 рік очолював другу команду італійського «Удінезе».
2012 року став головним тренером команди Молодіжної збірної Бельгії, яку тренував три роки.
2015 року став головним тренером клубу «Кортрейк», з яким пропрацював до 2016 року.
З 2016 по 2020 рік вдруге очолював Молодіжну збірну Бельгії.
2020 року очолив тренерський штаб збірної Кіпру.

## Титули і досягнення
- Чемпіон Бельгії (3):

«Андерлехт»:  1993, 1994, 1995
- Володар Кубка Бельгії (1):

«Андерлехт»:  1994
- Володар Суперкубка Бельгії (2):

«Андерлехт»: 1993, 1995
- Володар Суперкубка Італії з футболу (1):

«Парма»:  1999
- Володар Кубка Інтертото (1):

«Удінезе»: 2000